# We'll Live It All Again

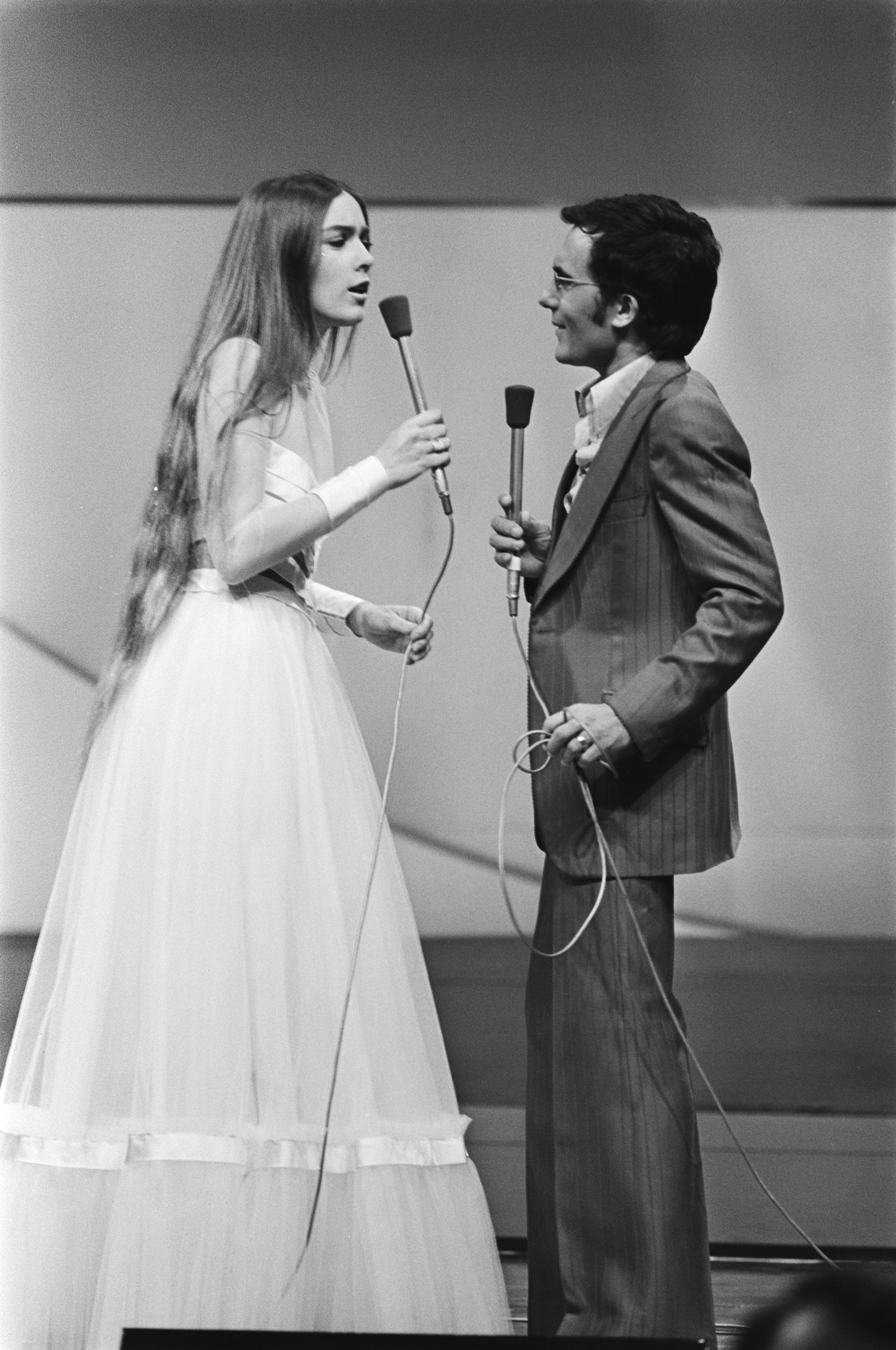
Al Bano e Romina Power all'Eurovision Song Contest 1976

We'll Live It All Again è stata la canzone italiana partecipante all'Eurovision Song Contest 1976, eseguita in italiano e inglese da Al Bano e Romina Power e classificatasi al settimo posto con 69 voti.
Nella storia dell'Eurovision Song Contest questo è stato l'unico brano presentato dall'Italia a non essere cantato interamente in italiano (insieme a I treni di Tozeur del 1984 e Comme è ddoce 'o mare del 1991), fino al loro ritorno nel 2011 con Follia d'amore.

## Il brano
Oltre alla versione italiana, che ha per sottotitolo Lo rivivrei, Al Bano e Romina Power incisero la canzone in spagnolo e francese, intitolate rispettivamente Viviremos todo de nuevo e T'aimer encore une fois. Quest'ultimo fu un grande successo discografico in Francia, dove raggiunsero la seconda posizione. Tutte e tre le versioni furono pubblicate su 45 giri con lati B differenti: in quella italiana c'era il brano Na Na Na, in quella spagnola il brano Mai Mai Mai, mentre in quella francese c'era lo stesso brano in italiano. Nel 1982 lo registrarono con un nuovo arrangiamento e testo per il loro album Felicità e in lingua spagnola, per l'album Felicidad, ribattezzati E fu subito amore e Vivirlo otra vez.
La canzone è un duetto d'amore cantato dal punto di vista di una coppia sposata che si rivolge a vicenda. Ricordano il loro primo bacio e la loro prima relazione e in seguito cantano del loro orgoglio di avere avuto una figlia insieme. Si dicono l'un l'altro che ognuno di loro "rivivrebbe tutto di nuovo" e se così fosse, "ti sceglierei sempre di nuovo".
Nella serata della finale, la canzone è stata eseguita per tredicesima, dopo lo spagnolo Braulio con Sobran las palabras e precedendo gli austriaci Waterloo & Robinson con My Little World. Durante la loro esibizione, diretta da Maurizio Fabrizio, Al Bano si dimenticò alcune parole del brano. Alla fine delle votazioni, ricevette 69 punti, piazzandosi settima su 18 partecipanti.
Gli successe come rappresentante italiana al concorso del 1977 Mia Martini con Libera. Al Bano e Romina Power ritorneranno all'Eurovision Song Contest nel 1985 con Magic oh magic.
Il lato B del singolo italiano, Na na na, è un brano più ballabile e dai ritmi vagamente esotici, con lo strumento della chitarra in primo piano. Anche in questo caso Romina Power canta in inglese mentre Al Bano canta in italiano.

## Track lists
- Singolo 7" in italiano[1]

A. We'll Live It All Again (Lo rivivrei) – 4:07
B. Na, na, na – 3:33
- Singolo 7" in spagnolo[2]

A. Viviremos todo de nuevo – 4:12
B. Mai, mai, mai – 4:00
- Singolo 7" in francese[3]

A. T'aimer encore une fois (Versione francese) – 4:05
B. T'aimer encore une fois (Versione italiana) – 4:05

## Classifica
| Chart (1976) | Posizione massima |
| ------------ | ----------------- |
| Francia      | 2                 |